# Girmont
Girmont és un municipi francès, situat al departament dels Vosges i a la regió del Gran Est. L'any 2007 tenia 937 habitants.

## Demografia

### Població
El 2007 la població de fet de Girmont era de 937 persones. Hi havia 368 famílies, de les quals 84 eren unipersonals (20 homes vivint sols i 64 dones vivint soles), 104 parelles sense fills, 136 parelles amb fills i 44 famílies monoparentals amb fills.
La població ha evolucionat segons el següent gràfic:
Habitants censats

### Habitatges
El 2007 hi havia 411 habitatges, 375 eren l'habitatge principal de la família, 12 eren segones residències i 24 estaven desocupats. 342 eren cases i 67 eren apartaments. Dels 375 habitatges principals, 308 estaven ocupats pels seus propietaris, 62 estaven llogats i ocupats pels llogaters i 5 estaven cedits a títol gratuït; 3 tenien una cambra, 12 en tenien dues, 36 en tenien tres, 91 en tenien quatre i 233 en tenien cinc o més. 300 habitatges disposaven pel capbaix d'una plaça de pàrquing. A 170 habitatges hi havia un automòbil i a 176 n'hi havia dos o més.

### Piràmide de població
La piràmide de població per edats i sexe el 2009 era:
| Homes | Edats   | Dones |
| ----- | ------- | ----- |
| 0     | 95 o +  | 4     |
| 0     | 90 a 94 | 4     |
| 4     | 85 a 89 | 12    |
| 0     | 80 a 84 | 8     |
| 4     | 75 a 79 | 16    |
| 12    | 70 a 74 | 24    |
| 16    | 65 a 69 | 16    |
| 40    | 60 a 64 | 36    |
| 36    | 55 a 59 | 44    |
| 32    | 50 a 54 | 32    |
| 36    | 45 a 49 | 48    |
| 44    | 40 a 44 | 48    |
| 32    | 35 a 39 | 24    |
| 20    | 30 a 34 | 28    |
| 40    | 25 a 29 | 4     |
| 24    | 20 a 24 | 24    |
| 52    | 15 a 19 | 36    |
| 36    | 10 a 14 | 52    |
| 12    | 5 a 9   | 28    |
| 24    | 0 a 4   | 12    |

## Economia
El 2007 la població en edat de treballar era de 611 persones, 435 eren actives i 176 eren inactives. De les 435 persones actives 398 estaven ocupades (216 homes i 182 dones) i 37 estaven aturades (15 homes i 22 dones). De les 176 persones inactives 77 estaven jubilades, 58 estaven estudiant i 41 estaven classificades com a «altres inactius».

### Ingressos
El 2009 a Girmont hi havia 389 unitats fiscals que integraven 993 persones, la mediana anual d'ingressos fiscals per persona era de 18.819 €.

### Activitats econòmiques
Dels 24 establiments que hi havia el 2007, 1 era d'una empresa de fabricació d'altres productes industrials, 7 d'empreses de construcció, 8 d'empreses de comerç i reparació d'automòbils, 1 d'una empresa de transport, 1 d'una empresa d'hostatgeria i restauració, 2 d'empreses financeres, 1 d'una empresa de serveis, 1 d'una entitat de l'administració pública i 2 d'empreses classificades com a «altres activitats de serveis».
Dels 9 establiments de servei als particulars que hi havia el 2009, 2 eren tallers de reparació d'automòbils i de material agrícola, 1 guixaire pintor, 2 fusteries, 1 lampisteria, 1 electricista, 1 restaurant i 1 saló de bellesa.
L'únic establiment comercial que hi havia el 2009 era una botiga de menys de 120 m².
L'any 2000 a Girmont hi havia 9 explotacions agrícoles que ocupaven un total de 714 hectàrees.

## Equipaments sanitaris i escolars
El 2009 hi havia una escola elemental.

## Poblacions més properes
El següent diagrama mostra les poblacions més properes.